# Chaitophorus leucomelas

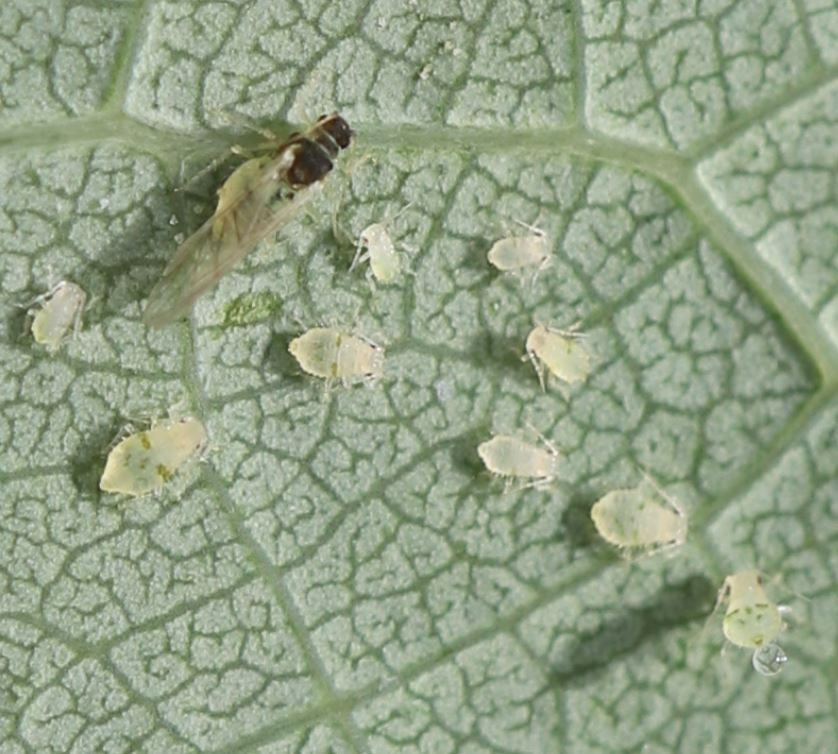
Eine ausgewachsene Blattlaus und mehrere Nymphen Anfang August

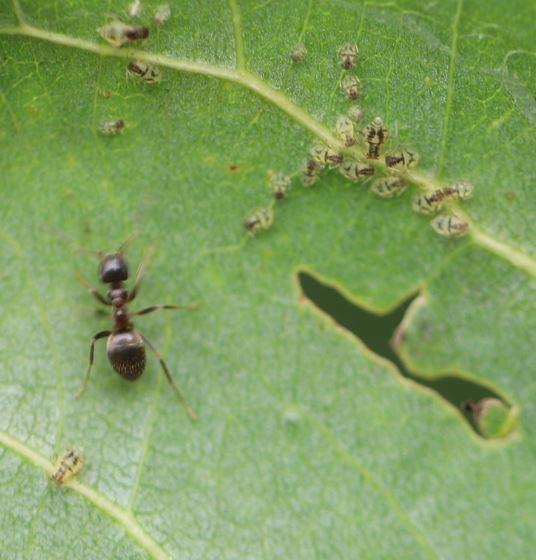
Eine Ameise „bewacht“ eine Blattlausgruppe

Chaitophorus leucomelas ist eine Blattlaus aus der Unterfamilie Chaitophorinae innerhalb der Familie der Röhrenblattläuse (Aphididae). Im Englischen trägt die Art die Bezeichnung „black-poplar leaf aphid“, übersetzt: „Schwarz-Pappel-Blattlaus“.

## Merkmale
Die Blattläuse sind 1,2–2,4 mm lang. Die adulte ungeflügelte Form besitzt eine oval-längliche Gestalt. Sie besitzt eine grüne oder gelbe Grundfärbung. Gewöhnlich verlaufen zwei dunkle Längsstreifen entlang den Seiten des Hinterleibs und vereinigen sich auf Höhe des fünften Tergits. Häufig sind diese Längsstreifen noch abschnittsweise unterbrochen. Die Fühler sind etwa halb so lang wie der Körper. Die kurzen Siphunculi sind zumindest an der Spitze verdunkelt. Die Cauda (Schwänzchen) ist gerundet und vollständig blass gefärbt.

## Verbreitung
Chaitophorus leucomelas stammt aus der Paläarktis und ist in Europa, Nordafrika und Asien weit verbreitet. Die Art wurde mittlerweile nach Nord- und Südamerika sowie in das südliche Afrika eingeschleppt.

## Lebensweise
Die Art überwintert im Eistadium. Im Frühjahr erscheint die ungeschlechtliche Form, im Sommer die geschlechtliche. In der Paläarktis findet man die Blattläuse hauptsächlich an der Schwarz-Pappel (Populus nigra). Es werden aber auch Hybride und weitere Pappel-Arten als Wirtspflanzen genutzt, darunter Grau-Pappel (Populus × canadensis), Birken-Pappel (Populus simonii) und Zitter-Pappel (Populus tremula). Im Frühjahr leben die Blattläuse an den jungen Trieben, später im Jahr an der Blattunterseite sowie in verlassenen Blattgallen und Blattwickeln anderer Insekten. Gewöhnlich sind Ameisen anwesend. Fehlen diese, droht den Blattläusen Gefahr von Schwebfliegenlarven.

## Wirtschaftliche Bedeutung
Die Art gilt als ein Schädling in Pappel-Plantagen. Daher ist die Blattlaus-Art Thema verschiedener wissenschaftlicher Arbeiten, die sich mit den Faktoren beschäftigen, welche die Entwicklungsgeschwindigkeit, Reproduktionsrate und Sexuales-Bildung der Blattläuse steuern.